# Eugenio Venditti
Eugenio Venditti (1905) è stato un calciatore italiano, di ruolo terzino.

## Carriera
Fu un giocatore della Juventus per una sola stagione, in cui collezionò una presenza contro l'Inter il 20 aprile 1924.

## Statistiche

### Presenze e reti nei club
| Stagione        | Club            | Campionato      | Campionato | Campionato |
| Stagione        | Club            | Comp            | Pres       | Reti       |
| --------------- | --------------- | --------------- | ---------- | ---------- |
| 1922-1923       | Bologna         | Prima Divisione | 1          | 0          |
| 1923-1924       | Juventus        | Prima Divisione | 1          | 0          |
| Totale Juventus | Totale Juventus |                 | 1          | 0          |
| Totale carriera | Totale carriera |                 | 2          | 0          |